# Chó Bolonka
Chó Bolonka, đầy đủ hơn là Chó Tsvetnaya Bolonka Nga (tiếng Nga: Болонка), còn được gọi là Chó Bolonka Zwetna ở Đức, là giống chó cảnh hiếm hoi thuộc loại chó Bichon được phát triển ở Moskva và Saint Petersburg và có tổ tiên từ Nga là những giống chó nhỏ như Bichon, Chó cảnh Poodle, Shih Tzu, Chó Bắc Kinh và Chó Bologna Pháp. Giống chó này cũng gồm có phiên bản màu trắng, được gọi là Franzuskaya Bolonka, một biến thể của chó Bologna Ý. Franzuskaya có trong tiếng Pháp và Zwetna và là từ tiếng Đức cho từ Tsvetnaya có nghĩa là nhiều màu, Bolonka dịch là "Bolognese" trong một số ngôn ngữ vùng Slav. Giống chó Bolonka gần đây đã trở nên nổi tiếng hơn khi được chọn làm giống chó của Vương tôn William và công nương Kate Middleton.

## Từ nguyên
Tsvetnaya Bolonka có nghĩa là "chó cảnh màu." Bolonka có nhiều biệt danh khác nhau. Chúng đã được gọi là Chó Bichon màu Nga hoặc chó cảnh Nga. Ở Đức, những con chó giống này đã được biết đến với tên gọi là Bolonka Zwetna từ những năm 1980, hoặc Deutscher Bolonka. Tsvetnaya và Zwetna có cùng dòng máu, tuy nhiên Liên minh Chăm sóc Chó Bắc Âu chính thức công nhận Russkaya Twvetnaya chứ không phải Zwetna. Ở Cộng hòa Séc giống này được gọi là Barevny Bolonsky Psik. Đôi khi chúng bị gọi nhầm là Bolognese. Tên gọi chung của giống ở tất cả các quốc gia là Bolonka. Franzuskaya (tiếng Pháp) Bolonka là phiên bản màu trắng và là một biến thể của chó Bolognese Ý.